# Corendon Airlines
Corendon Airlines (тур. Turistik Hava Taşımacılık A.Ş.) — турецкая бюджетная авиакомпания, расположенная в Анталье. Выполняет как регулярные, так и чартерные рейсы.

## История
Авиакомпания начала свою деятельность в 2004 году, первые полеты стартовали в апреле 2005 года. Является частью Corendon Airlines Group, куда также входят нидерландская компания Corendon Dutch Airlines (основана в 2011) и мальтийская Corendon Airlines Europe (основана в 2017).

## Флот
В апреле 2022 года флот авиакомпании Corendon Airlines состоит из 32 самолетов, средний возраст которых 13,0 лет:

## Галерея
- Boeing 737-800 авиакомпании в старой раскраске
- Boeing 737-3Q8 в аэропорту Дюссельдорфа
- Boeing 737-800 в аэропорту Гронингена
- Airbus A320